# Dylan Dog

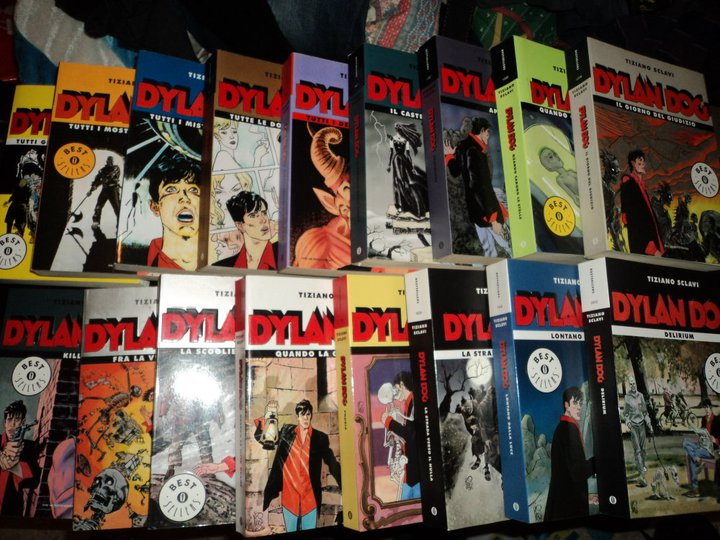
Edições do Dylan Dog

Dylan Dog é uma revista em quadrinhos, da linha Bonelli Comics, publicada na Itália pela Sergio Bonelli Editore e com edições lançadas no Brasil por diversas editoras.
Dylan Dog, conhecido como o Detetive do Pesadelo, é um investigador e tem um inseparável parceiro chamado Groucho (uma referência ao comediante Groucho Marx), que está sempre pronto a fazer piadinhas sobre qualquer tema, assunto ou acontecimento.
A revista Dylan Dog é um dos maiores fenômenos editoriais dos fumetti. Desde o lançamento, em outubro de 1986 na Itália, as vendas nunca pararam de subir e a tiragem atual chega à casa de um milhão de exemplares por mês, entre edição normal, reedição e terceira edição.
Apesar do sucesso na Itália e em vários outros países, a série sempre sofreu cancelamentos no Brasil devido aos altos preços cobrados por material impresso de má qualidade, dentre outros fatores como má divulgação[carece de fontes?]. Em 2011 foi lançado um filme norte-americano sobre o personagem. Nos Estados Unidos, a Dark Horse tentou aproveitar a promoção da nova produção e republicou edições lançadas em 1999 (as mesmas que a Editora Conrad publicou no Brasil) em uma edição especial encadernada com 680 páginas, com o nome de "Dylan Dog Case Files". Em janeiro de 2017, a Editora Lorentz, em virtude dos 30 anos de Dylan Dog, anunciou que publicará 3 edições inéditas durante o ano de 2017, o primeiro volume foi lançado em abril do mesmo ano. A segunda edição foi lançada em agosto de 2017. A terceira, em dezembro de 2017. Em novembro de 2017 foi anunciado que, no ano seguinte, a Editora Mythos voltaria a publicar a série.

## Títulos publicados no Brasil

### Editora Record
Títulos mensais:
- DYD-001 - O Despertar dos Mortos Vivos
- DYD-002 - Jack, o Estripador
- DYD-003 - As Noites da Lua Cheia
- DYD-004 - O Fantasma de Anna Never
- DYD-005 - Os Matadores
- DYD-006 - A Beleza do Demônio
- DYD-007 - A Zona do Crepúsculo
- DYD-008 - O Retorno do Monstro
- DYD-009 - Alfa e Ômega
- DYD-010 - Através do Espelho
- DYD-011 - Diabolô, o Grande

Edições especiais:
- 001 - Dylan Dog & Martin Mystère Especial - Última Parada: Pesadelo
- 002 - Dylan Dog Especial - Incubus!

### Editora Globo
Edição Especial:
- 001 - Fumetti: O Melhor Dos Quadrinhos Italianos - Em Cores (1993)

Esta edição contém 6 histórias em cores dos seguintes personagens:
Tex Willer, Mister No, Martin Mystère, Dylan Dog, Nick Raider e Nathan Never

### Editora Conrad
Gibipreviuw - Dylan Dog - Conrad - 2002 - Um dos itens mais raros - Editados do Brasil - Com apenas 16 paginas em preto e branco. 
Títulos mensais:
- DYD-001 - Johnny Freak
- DYD-002 - O Despertar dos Mortos Vivos
- DYD-003 - Memórias do Invisível
- DYD-004 - Morgana
- DYD-005 - O Retorno do Monstro
- DYD-006 - Depois da Meia-Noite

Edições especiais:
- DYD Box - Reune os 6 numeros publicados pela Ed. Conrad em uma caixa especial.

### Mythos Editora
Títulos mensais
- DYD-001 - A História de Dylan Dog, julho/2002
- DYD-002 - Cagliostro!, setembro/2002
- DYD-003 - O Túnel do Terror, outubro/2002
- DYD-004 - Partida com a Morte, novembro/2002
- DYD-005 - O Longo Adeus, dezembro/2002
- DYD-006 - Assassino!, janeiro/2003
- DYD-007 - Entre a Vida e a Morte, março/2003
- DYD-008 - Um dia Maldito, maio/2003
- DYD-009 - Nas Profundezas, julho/2003
- DYD-010 - A Ilha Misteriosa, agosto/2002
- DYD-011 - Canal 666, setembro/2003
- DYD-012 - O Castelo do Medo, outubro/2003
- DYD-013 - A Dama de Negro, novembro/2003
- DYD-014 - Visões Mortais, dezembro/2003
- DYD-015 - Terror do Infinito, janeiro/2004
- DYD-016 - Grand Guinol, fevereiro/2004
- DYD-017 - Obsessão, março/2004
- DYD-018 - Jekill, abril/2004
- DYD-019 - Aconteceu Amanhã, maio/2004
- DYD-020 - O Mal, junho/2004
- DYD-021 - Uma Voz Vindo do Nada, junho/2004
- DYD-022 - Golconda!, agosto/2004
- DYD-023 - Quando Caem as Estrelas, setembro/2004
- DYD-024 - A Casa Assombrada, outubro/2004
- DYD-025 - Eles Estão Entre Nós, novembro/2004
- DYD-026 - Coelhos Assassinos, dezembro/2004
- DYD-027 - O Fio da Navalha, janeiro/2005
- DYD-028 - Quando a Cidade Dorme, fevereiro/2005
- DYD-029 - O Escuro, março/2005
- DYD-030 - O Recife dos Fantasmas, abril/2005
- DYD-031 - Pesadelo de uma Noite de Verão, maio/2005
- DYD-032 - O Sonho do Tigre, junho/2005
- DYD-033 - O Senhor do Silêncio, julho/2005
- DYD-034 - O Hiena, agosto/2005
- DYD-035 - A História de Ninguém, setembro/2005
- DYD-036 - Reflexos de Morte, outubro/2005
- DYD-037 - O Duende, novembro/2005
- DYD-038 - Infernos, dezembro/2005
- DYD-039 - Escrito com Sangue, janeiro/2006
- DYD-040 - O Mistério do Tamisa, fevereiro/2006

Mythos Editora: 2º Série
- Dylan Dog 001: "Horror Paradise", março de 2018[5]
- Dylan Dog 002: "O Marca Vermelha", abril de 2018[6]
- Dylan Dog Graphic Novel (edições especiais a cores, formato gigante e capa dura):
- Dylan Dog 003: "A rainha das trevas" [7]
- Dylan Dog 004: "Delírio de morte"[7]
- Dylan Dog 005: "O homem que viveu duas vezes"[7]
- Dylan Dog 006: "O guardião da memória"[7]
- Dylan Dog 007: "Alguém chama do espaço"[7]
- Dylan Dog 008 - A Batida do Tempo
- Dylan Dog 009 - A Múmia
- Dylan Dog 010 - Zed
- Dylan Dog 011 - A Revolta dos Carros
- Dylan Dog 012 - O Coração de Johnny

Edições especiais:
- Coletanea Tex e os Aventureiros - 6 Edições: reune histórias de diversos personagens da Bonelli Comics, como Tex, Nathan Never, Zagor, Mister No, Martin Mystere, Nick Raider e Dylan Dog
  - TeA-001 - Dylan Dog - O Horror
  - TeA-002 - Dylan Dog - A Menina e a Boneca
  - TeA-003 - Dylan Dog - O Retorno dos Matadores
  - TeA-004 - Dylan Dog - A Coisa
  - TeA-005 - Dylan Dog - Vamp
  - TeA-006 - Dylan Dog e Martin Mystère - O Fim do Mundo

### Editora Lorentz
- Dylan Dog 001: "Retorno ao Crepúsculo", abril de 2017
- Dylan Dog 002: "Manchas Solares", agosto de 2017
- Dylan Dog 003: "Mater Morbi", dezembro de 2017
- Dylan Dog Especial Volume 1: "O Clube do Terror & Os Horrores de Outroquando", janeiro de 2025

Graphic Novel
01 - Mater Dolorosa
02 - Prelúdio para Morrer

NOVA SÉRIE.
01 DYD - A Despedida
02 DYD - Londres está em Chamas
03 DYD - Um Velho Começo
04 DYD - A Serviço do Caos
05 DYD - O Coração dos Homens
06 DYD - Na Fumaça da Batalha
07 DYD - O Sabor da Água
08 DYD - Os Fantasmas Protetores

Dylan Dog – Depois da Meia Noite (Série Regular)
Dylan Dog – Delírio (Série Regular)
Dylan Dog – A Floresta dos Assassinos (Série Regular)
Dylan Dog – Um Novo Despertar do Mortos Vivos (Série: As Cores do Medo)
Dylan Dog – Assassino (Série Regular)
Dylan Dog – Johnny Freak (Série Regular)
Dylan Dog – O Coração de Johnny (Série Regular)
Dylan Dog – Um Possível Dia (Série: As Cores do Medo)
Dylan Dog – Feitiço Negro (Série Regular)
Dylan Dog - O Marca Vermelha (Série Regular)
Dylan Dog - Horrenda Invasão (Série Regular)
Dylan Dog - Uma Vida Por Outra (Série Regular)
Dylan Dog - Outro Pesadelo de Uma Noite de Verão (Série: As Cores do Medo)
Dylan Dog - O Homem Que Viveu Duas Vezes (Série Regular)
Dylan Dog - Vídeo Killer (Série: As Cores do Medo)
Dylan Dog - Armageddon (Série Regular)
Dylan Dog - A Escuridão do Por do Sol (Série: Planeta Terror)
Dylan Dog - Até Logo, Groucho (Série: Planeta Terror)
Dylan Dog - O Planeta dos Mortos (Série: Planeta Terror)
Dylan Dog - Neo Mistério (Série Regular)
Dylan Dog - O Passageiro (Série: As Cores do Medo)
Dylan Dog - O Homem Que Não Estava Lá (Série: As Cores do Medo)
Dylan Dog - O Terrorista (Série Regular)
Dylan Dog - Os Assassinos Vieram da Escuridão (Série Regular)
Dylan Dog - O “Projeto” (Série Regular)
Dylan Dog Especial Nº100 - A História de Dylan Dog (Mitologia DYD)
Dylan Dog - Mater Morbi (Mitologia DYD)
Dylan Dog - Mater Dolorosa (Mitologia DYD)
Dylan Dog - A Noite do Imperador (Série Regular)
Dylan Dog - O Peso da Sorte (Série: As Cores do Medo)
Dylan Dog - Aquele Hotel da Praia (Série: As Cores do Medo)
Dylan Dog - Hook, O Implacável (Série Regular)
Dylan Dog - O Preço da Carne ( Série Regular)
Dylan Dog - O Prisioneiro (Série: As Cores do Medo)
Dylan Dog - Um Dia Maldito (Série Regular)
Dylan Dog - A Cor do Vampiro (Série: As Cores do Medo)
Dylan Dog - Nas Profundezas (Série Regular)
Dylan Dog - A Faixa Malhada (Série: As Cores do Medo)
Dylan Dog - O Mal Infinito (Série: Color Fest)
Dylan Dog - Cuidado como o Duende (Série: As Cores do Medo)
Dylan Dog - Sonâmbulos (Série Regular)
Dylan Dog - Réquiem do Medo (Série Regular)
DYD Especial: Conheça a Série: As Cores do Medo (Todas as 54 Capas e Sinopses)
Dylan Dog Especial Nº300 - Retrato em Família (Série Regular)
Dylan Dog - Morgana "Edição Atualizada" "Mitologia DYD" (Série Regular) 
Dylan Dog  - A Última Lua Cheia (Série Regular)
Dylan Dog - OuroBoros (Série: As Cores do Medo)
DYD Especial: Conheça a Série Original (De 1 a 100 - Capas e Sinopses)
Dylan Dog - Coringa e Xabaras - Ligações Perigosas (Prelúdio de Batman e Dylan Dog)
Dylan Dog - Cortes Corporativos (Série: As Cores do Medo)
Dylan Dog Especial Nº400 - E Agora, É O Apocalipse! (Série Regular)
Dylan Dog - A Morte Vermelha (série Regular)
Dylan Dog - Depois de Um Longo Silêncio (Série Regular)
Dylan Dog - Outro Pesadelo de Uma Noite de Verão (Série: As Cores do Medo)
Dylan Dog - O Degolador (Série Regular)
Dylan Dog - Os Mortos Não Estão Mortos (Série: As Cores do Medo)
Dylan Dog - Caça as Bruxas (Série Regular)
Dylan Dog - Incubus "Versão Atualizada"(Edição Especial)
Dylan Dog - Diário De Um Matador (Série Especial)
Dylan Dog - A Maldição de Ananga (Série Regular)
Dylan Dog - Ananga, O Rugido da Morte (Série Regular)
Dylan Dog - Um Longo Adeus "Versão Atualizada" "Mitologia DYD" (Série Regular)
Dylan Dog - Um Adeus Ainda Mais Longo (Série: As Cores do Medo)
Dylan Dog - 3 Histórias (Série Especial)
Dylan Dog - Pessoas Que Sumiram (Série Regular)
Dylan Dog - O Último Homem da Terra (Série Regular)
Dylan Dog - Lágrimas da Estrela (Série: As Cores do Medo)
Dylan Dog – Fora do Tempo, Fora de Hora (Em Breve)
Dylan Dog - Doutor Terror 'história censurada na plataforma" (link especial)
CROSSOVER com DYLAN DOG...
Dylan Dog & Martin Mystère – Última Parada: Pesadelo
Dylan Dog & Martin Mystère – O Fim do Mundo
Dylan Dog & Martin Mystère – Pesadelo Impossível (Série: As Cores do Medo)
Dylan Dog & Martin Mystère – Abismo do Mal
- 
Dylan Dog & Nathan Never – Silício do Terror (Série: As Cores do Medo)
-
Dylan Dog & Harlan Draka – Dampyr Chegou
Dylan Dog & Harlan Draka – Dampyr, O Investigador do Pesadelo
-
Dylan Dog & Mister No - Raízes do Mal (série: as cores do medo)
E os CLÁSSICOS... 
Dylan Dog - 01 - O Despertar dos Mortos Vivos (Colorido)
Dylan Dog - 02 - Jack, o Estripador (Colorido)
Dylan Dog - 03 - As Noites da Lua Cheia (Colorido)
Dylan Dog - 04 - O Fantasma de Anna Never (Colorido)
Dylan Dog - 05 - Os Matadores (Colorido)
Dylan Dog - 06 - A Beleza do Demônio (Colorido)
Dylan Dog - 07 - A Zona do Crepúsculo (Colorido)
Dylan Dog - 08 - O Retorno do Monstro (Colorido)
Dylan Dog - 09 - Alfa e Ômega (Colorido)
Dylan Dog - 10 - Através do Espelho (Colorido)
Dylan Dog - 11 - Diabolô, o Grande (Colorido)
OBS: A lista será atualizada, Conforme as postagens.

## Filme
O intérprete de Dylan no filme é o ator Brandon Routh (Superman Returns) . Foi lançado em 2011 nos Estados Unidos e na Itália